# Sussaba placita
Sussaba placita är en stekelart som beskrevs av Dasch 1964. Sussaba placita ingår i släktet Sussaba och familjen brokparasitsteklar. Inga underarter finns listade i Catalogue of Life.